# 鮎ゆうき
鮎 ゆうき（あゆ ゆうき、1966年2月21日 - ）は、日本の女優。元宝塚歌劇団雪組トップ娘役。
愛称は「ミキコ」、公称身長166cm、血液型O型。所属事務所はGTZ。

## 来歴・人物
幼少時は劇団こまどりに所属。NHK『大草原の小さな家』の吹き替え（アリーシャ役）や、『みんなのうた』で歌ったりしていた（「空にはお月さま」）。
和洋国府台女子高等学校1年終了時に宝塚音楽学校合格。1985年、同校を卒業し71期生として宝塚歌劇団に入団。入団時の成績は36番。『愛あれば命は永遠に』で初舞台。
雪組配属後の『愛のカレードスコープ』新人公演で役がつくなど、新進の男役として注目される。
男役時代の作品・配役に『サマルカンドの赤いばら』のバルフ王子役などがある。1987年に放送されたTBSのドラマ『あなたもスターになりますか』出演（ヒロインを演じる）を機に娘役に転向。
1988年『風と共に去りぬ』新人公演でスカーレット役、同じ年のバウホール公演『おもかげ草紙』で杜けあきの相手役に抜擢され、娘役スターとしての新境地を開く。
同年、神奈美帆の後を継いでトップ娘役就任。雪組生え抜きのトップ娘役は1970年就任の摩耶明美&高宮沙千以来18年ぶりで、男役出身のトップ娘役は1982年に就任した元星組トップ娘役の姿晴香以来7年ぶりだった。1989年『ムッシュ・ド・巴里／ラ・パッション!』がトップお披露作となる。以降『ベルサイユのばら』のロザリー役などで活躍。
1991年12月26日、『華麗なるギャツビー／ラバーズ・コンチェルト』東京公演千秋楽を最後に当時の雪組組長・真咲佳子と共に退団。
その後数々のドラマに出演。私生活ではTBS系の『温泉へ行こう』で共演した俳優、神保悟志と2001年に結婚。出産・育児（娘が二人いる）等による活動休止を挟んで芸能生活のかたわら主婦業をこなしている。
2006年4月よりフジテレビ系列の昼のドラマ『偽りの花園』で伯爵令嬢を演じ、夫婦で2クール続けての東海テレビの昼ドラに出演している。

## 宝塚歌劇団時代の主な舞台

### 雪組時代
- 1985年6月、『愛のカレードスコープ／アンド・ナウ!』新人公演：カール王子（本役：杜けあき）
- 1987年3月、『宝塚をどり讃歌／サマルカンドの赤いばら』パルフの王子、新人公演：シェムス（本役：名月かなで）、東京新人公演（代役）：羊飼いの王子
- 1988年1月、『風と共に去りぬ』新人公演：スカーレット・オハラ（本役：神奈美帆）＊新人公演初ヒロイン[2]
- 1988年7月、『たまゆらの記／ダイナモ!』瀬田媛、新人公演：安宿媛（本役：神奈美帆）＊新人公演ヒロイン
- 1988年8月、『おもかげ草紙』（バウ・東京）お照

### 雪組トップ娘役時代
- 1989年2月、『ムッシュ・ド・巴里／ラ・パッション!』カトリーヌ・ド・ボゼール
- 1989年4月、『たまゆらの記／ダイナモ!』（全国ツアー）安宿媛
- 1989年7月、『ベルサイユのばら -アンドレとオスカル編-』ロザリー
- 1990年1月、『天守に花匂い立つ／ブライト・ディライト・タイム』ゆき
- 1990年6月、『黄昏色のハーフムーン／パラダイス・トロピカーナ』シルヴィア
- 1990年9月、『天守に花匂い立つ／ブライト・デュライト・タイム』（全国ツアー）ゆき
- 1991年2月、『花幻抄／スイート・タイフーン』
- 1991年4月、『ベルサイユのばら -オスカル・アンドレ編-』（全国ツアー）マリー・アントワネット
- 1991年8月、『華麗なるギャツビー／ラバーズ・コンチェルト』デイジー・ブキャナン ＊退団公演

## 宝塚歌劇団退団後の主な活動

### テレビドラマ
- 新幹線物語'93夏（TBS、1993年） - 高山乃里子役
- 花の乱（NHK大河ドラマ、1994年） - 綾役
- いつの日かその胸に（TBS、1994年）
- 金曜時代劇 宝引の辰捕者帳 第13話「最期の願い」（NHK、1995年6月23日） - ゲスト主役
- 火曜サスペンス劇場「女監察医室生亜季子18・時効ナシ」（1995年7月、NTV系 / 東映）
- 浅見光彦シリーズ1「伊香保殺人事件」（フジテレビ、金曜エンターテイメント、1995年12月8日）
- 金曜時代劇 新・半七捕物帳 第3話「弁天娘」（NHK、1997年4月18日） - ゲスト主役
- 土曜ワイド劇場（テレビ朝日）
  - 山村美紗サスペンス 花の京都・美人姉妹の推理「向日葵は死のメッセージ」（1997年） - 小野夏子役
  - 牟田刑事官事件ファイル「沖縄仲人旅行連続殺人」（1999年） - 高瀬舞衣役
  - 名探偵・明智小五郎 三角館の恐怖　エレベーター密室殺人（2000年） - 黒川タキ役 ※・稲垣吾郎版
  - おとり捜査官・北見志穂17（2013年） - 保科カズエ役
- いのちの器（東海テレビ、1998年）
- 浅見光彦シリーズ12「札幌殺人事件」（TBS、1999年9月20日） - 立花穏代役
- 独身生活（TBS、2000年）
- 温泉へ行こう（TBS、2000年 - 2002年）
- 暴れん坊将軍X 第2話「怪盗紅あざみ参上!御金蔵破りを手伝った吉宗」（2000年、テレビ朝日） - 長崎おらん役
- 水戸黄門 第29部 第23話「祝言に飛び込んだ男 -会津-」（TBS、2001年9月3日） - おまさ役
- 偽りの花園（東海テレビ、2006年）
- 金曜エンタテイメント「津軽海峡ミステリー航路1」（2002年、フジテレビ） ‐ 友納亜紀子
- 警視庁女性捜査班
- 麗わしき鬼（東海テレビ、2007年）
- ラッキーセブン 第2話（フジテレビ、2012年1月23日） - 佐々岡美紀役

### バラエティ番組
- 世界謎紀行・神々のいたずら（TBS）
- 遠くへ行きたい（日本テレビ）
- 一枚の写真（フジテレビ）
- はなまるマーケット（TBS）
- 踊る!さんま御殿!!（日本テレビ）

### CM
- 関西デジタルホン
- ジャスコ

## ディスコグラフィー

### シングル
- 黄昏（1987年10月21日）作詞・作曲：岸田智史、「あなたもスターになりますか」主題歌